# Bezirk Wiznitz
Der Bezirk Wiznitz (rumänisch: Vijniţa; ruthenisch: Wyżnycia) war ein Politischer Bezirk im Herzogtum Bukowina (Österreich-Ungarn). Der Bezirk umfasste Gebiete im Nordwesten der Bukowina. Sitz der Bezirkshauptmannschaft war die Gemeinde Wiznitz (heute: Wyschnyzja). Das Gebiet wurde nach dem Ersten Weltkrieg Rumänien zugeschlagen und ist heute Teil des ukrainischen Anteils der Bukowina (Oblast Tscherniwzi).

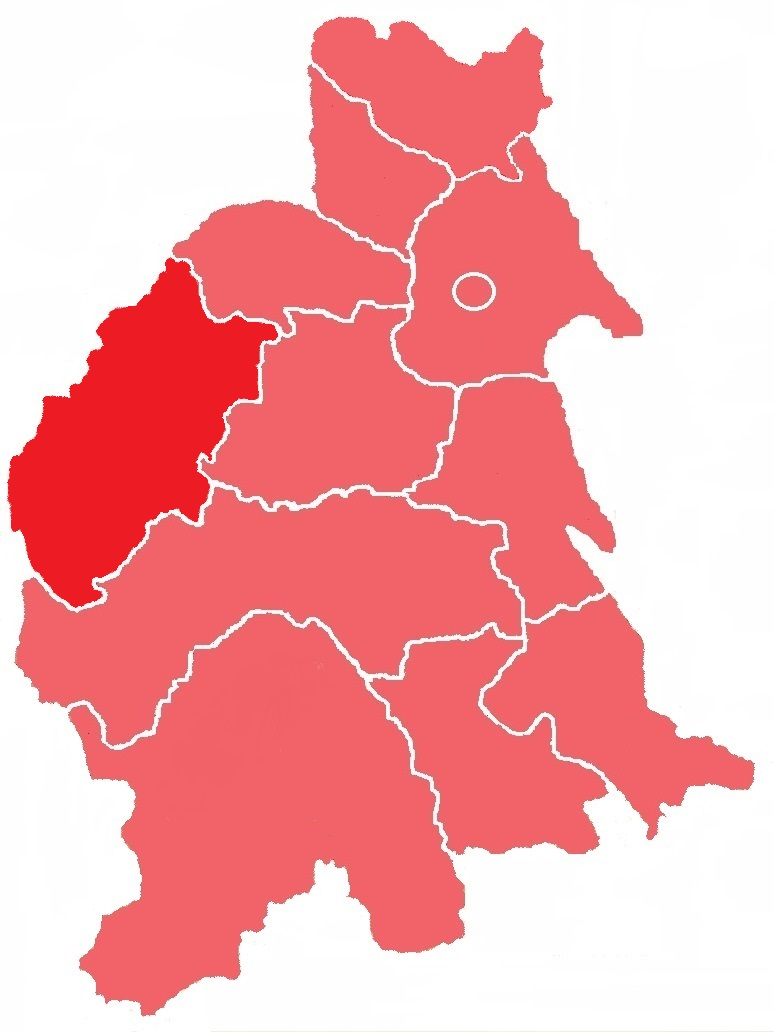
Lagekarte des Bezirks Wiznitz innerhalb des Herzogtums Bukowina (1910)

## Geschichte
Die modernen politischen Bezirke der Habsburgermonarchie wurden um das Jahr 1868 im Zuge der Trennung der politischen von der judikativen Verwaltung geschaffen. Der Bezirk Wiznitz wurde 1868 aus den Gerichtsbezirken Wiznitz  und Putilla gebildet. Zudem entstand per 1. November 1898 der Gerichtsbezirk Waschkoutz am Czeremosch auf dem Gebiet des Bezirks Wiznitz. Der Gerichtsbezirk Waschkoutz am Czeremosch wurde schließlich per 1. Oktober 1903 aus dem Bezirk Wiznitz ausgeschieden und mit dem Gerichtsbezirk Stanestie aus dem Bezirk Storozynetz zum Bezirk Waschkoutz am Czeremosch zusammengefasst.
Die Einwohnerzahl im Bezirk Wiznitz betrug 1869 48.177, bis 1900 erhöhte sie sich auf 71.631. Von der Bevölkerung hatten 1900 53.561 Ruthenisch (74,8 %) als Umgangssprache angegeben, 15.173 sprachen Deutsch (21,2 %), 301 Rumänisch (0,4 %) und 2.518 eine andere Sprache (3,5 %). Der Bezirk umfasste 1900 eine Fläche von 1499,89 km² sowie drei Gerichtsbezirke mit insgesamt 33 Gemeinden und 17 Gutsgebieten.
| Jahr | Ein- wohner | Deutsch- sprachige | Ruthenisch- sprachige | Rumänisch- sprachige | Anders- sprachige |
| ---- | ----------- | ------------------ | --------------------- | -------------------- | ----------------- |
| 1869 | 48.177      |                    |                       |                      |                   |
| 1880 | 56.517      | 10.798             | 44.073                | 168                  | 1.433             |
| 1890 | 64.740      | 13.563             | 48.888                | 168                  | 2.034             |
| 1900 | 71.631      | 15.173             | 53.561                | 301                  | 2.518             |

## Ortschaften
Auf dem Gebiet des Bezirks bestanden 1910 Bezirksgerichte in Storonetz-Putilla und Wiznitz, diesen waren folgende Orte zugeordnet:
Gerichtsbezirk Putilla:
- Storonetz-Putilla

Gerichtsbezirk Wiznitz:
- Stadt Wiznitz